# Метью Хантер
Метью Альберт Хантер (1878—1961) був металургом і винахідником процесу Хантера для виробництва металевого титану.

## Життєпис
Хантер народився в Окленді, Нова Зеландія, в 1878 році і отримав початкову освіту в місцевих державних школах. Він закінчив середню освіту в гімназії Окленда. Він навчався в Оклендському університетському коледжі, де отримав ступінь бакалавра в 1900 році та ступінь магістра в 1902 році, а пізніше навчався в Університетському коледжі Лондона, здобувши ступінь доктора наук, а також у багатьох інших європейських університетах. Він зустрів свою майбутню дружину Мері Понд в Європі, будучи однокурсником, і одружився після подорожі до Америки. Він став працювати в дослідницьких лабораторіях General Electric, де розпочав дослідження титану. Після економічного спаду 1908 року він залишив GE і став професором електротехніки в Політехнічному інституті Ренсселера в Трої, Нью-Йорк.

## Інтернет-ресурси
- Biografía de Matthew A. Hunter